# Potštát
Potštát (deutsch: Bodenstadt) ist eine Stadt im Okres Přerov in Tschechien. Sie liegt in einem von der Velička durchflossenen Kessel auf der Hochebene des Odergebirges und gehört zur Region Olomoucký kraj.
Das historische Zentrum der Stadt wurde im Jahre 2003 unter Städtebaulichen Denkmalschutz (Městská památková zóna) gestellt.

## Geographie
Die höchsten Berge bei Potštát sind der Rehbuschberg (622 Meter), der Galgenberg (614 Meter), der Erste Hart (587 Meter), der Zweite Hart (585 Meter) und der Schneiderberg (567 Meter).

## Geschichte

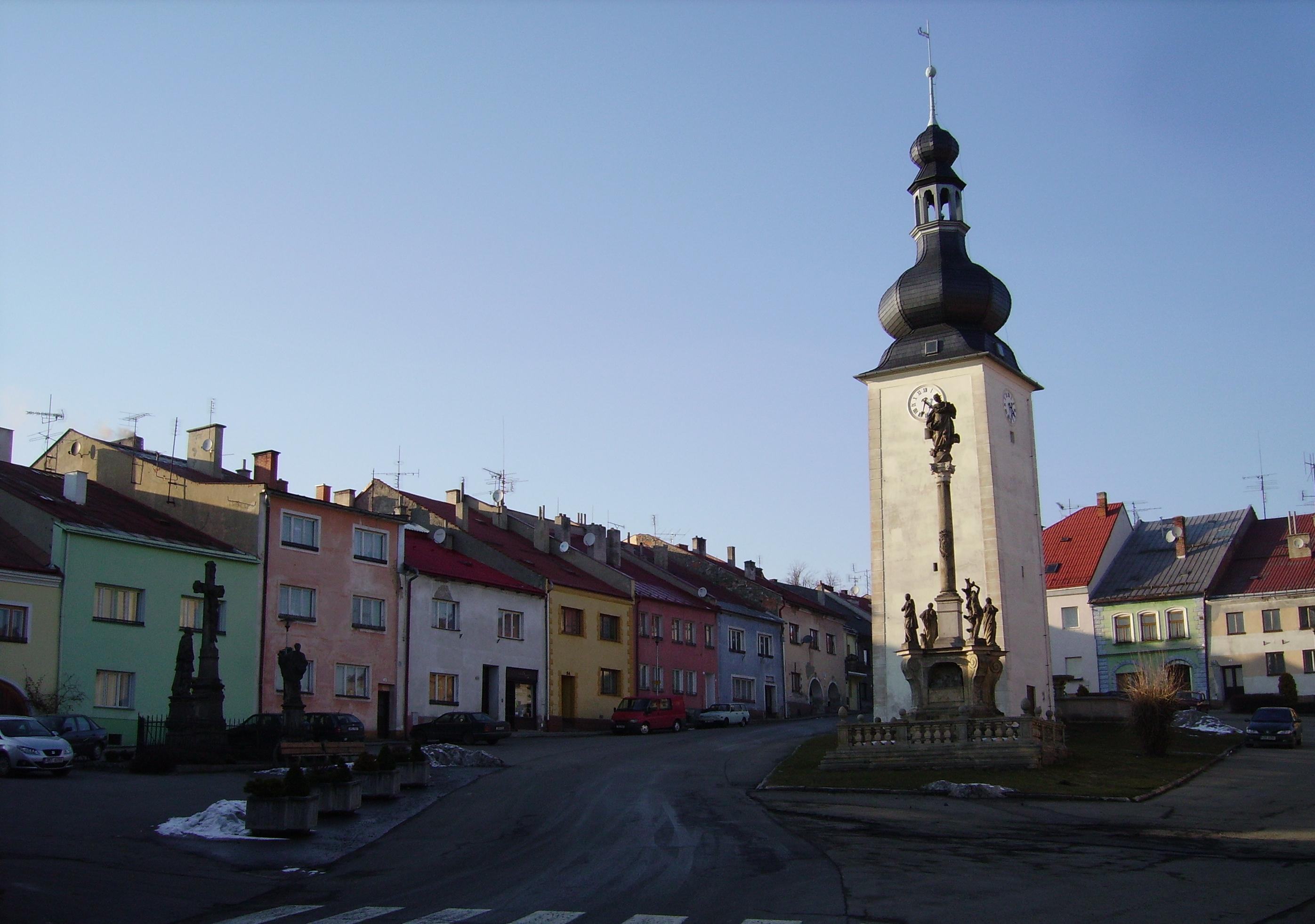
Stadtzentrum von Bodenstadt

Es wird allgemein angenommen, dass Potštát schon lange vor der ersten urkundlichen Erwähnung im Jahre 1322 ein befestigter Platz mit einem Grundherrn war. Der Name Potštát/Bodenstadt geht wahrscheinlich auf den Namen des Locators zurück, der vom Grundherrn den Platz zur Aussetzung eines Ortes erwarb (Bodenstadt: Bodo–Stadt, die Stadt des Boto, Botho, Poto, Potho, Pot oder Puta). Der Sage nach entstand der Name Boden-Stadt allerdings erst nach dem Dreißigjährigen Krieg, als das völlig zerstörte Potštát neu aufgebaut wurde und wie ein Pilz „aus dem Boden“ wuchs.
Es ist überliefert, dass Potštát bereits zwischen 990 und 998 zum Aufbau der Stadt Mährisch Weißkirchen Werkzeuge und Stabeisen lieferte. Neben dem Grundherrn und dem Locator waren für die Kultivierung, Urbarmachung und Besiedlung von Potštát Mönche und das Kloster Hradisch tätig, das 1030 im Auftrag von Herzog Břetislav I. als Lustschloss erbaut und 1078 durch seinen Sohn Otto von Olmütz als Benediktinerstift ausgebaut wurde. Das erste, bei einem Brand 1787 zerstörte Gedenkbuch, das von Potštát berichtet und nur in wenigen Auszügen erhalten blieb, stammt aus dem Jahre 1235. Dieses, sogenannte Schwarze Buch berichtet unter anderem, dass Potštát bereits um das Jahr 1035 durch eine Stadtmauer geschützt war.
1241 oder 1252 wurde Potštát verwüstet. Es ist nicht gesichert, ob die Verwüstung um 1241 durch die Tataren oder um 1252 durch die Kumaneneinfälle Belas IV. geschah. 1258 wurde die zerstörte Stadt mit Ansiedlern aus Thüringen und Sachsen wieder aufgebaut. 1322 erfolgte die erste urkundliche Erwähnung der Stadt als Beiname eines „Zawisch de Potenstadt“. 1329 erhielt Potštát Stadt- und Marktrechte, Stadtfarben und ein Wappen. 1330 war eine Hungersnot in Potštát. 1357/58 wütete dort die Pest. 1359 wurde die Stadt als Beiname eines „Wilhelm von Potstat“ erwähnt, der mit Wilhelm von Kunstadt identisch sein könnte.
Um 1368 war die Herrschaft Potštát/Bodenstadt im Besitz des Boček I. von Podiebrad, der 1373 starb. Sein gleichnamiger Sohn Boček II. übertrug die Herrschaft 1377 seiner Frau Anna Elisabeth von Leipa (Anna Eliška z Lipé) als Heiratsgut. 1394 erhielt Potštát von Markgraf Prokop das Stadtrecht, 1395 das Meilenrecht. Im gleichen Jahr wurde zum ersten Mal ein Pfarrer von Potštát urkundlich erwähnt.

### Ära der von Prussinowitz
1408 verkaufte Boček II. von Podiebrad die Herrschaft Potštát an Thaddeus von Prussinowitz (Tas z Prusinovic). 1409 hatte Potštát eine Glashütte. 1429 zogen die Hussiten durch Potštát. Als Nachfolger von Thaddeus Potstasky von Prussinowitz wurde 1437 „Johann Potstasky von Prussinowitz“ genannt. Dieser überwies Potštát und alle seine Güter an seine Frau Anna als Heiratsgut.
1453 traten im Bodenstädter Ländchen Plünderungen und Seuchen auf. Die Potštáter Glashütte wurde zerstört. Die verwitwete Anna nahm den Bruder ihres toten Mannes, Ignatz Potstasky auf ihr Heiratsgut in Gemeinschaft auf. 1464 saß Prokop Potstasky in Potštát. 1480 erfolgte die Ansiedlung von Schlesiern in das durch Krankheit entvölkerte Potštát und ein „Hynek Potstasky“ wurde urkundlich erwähnt. 1492 wurde als Besitzer der Potštáter Güter „Betrich Potstasky“ genannt. 1536 wurden als Besitzer/Anteilseigner der Potštáter Güter mehrere Personen genannt: „Prokop, Wenzel der Ältere, Albrecht, Mladota, die Brüder Wenzel des Jüngeren und Zibrid Potstasky“.
1549 stiftete Wenzel der Ältere Potštát ein Spital. 1556 hob er den Bodenzins auf. 1573 wurden als Besitzer/Anteilseigner der Potštáter Güter genannt: „Alexander, Dyonis und Betrich der Jüngere Potstasky“. 1588 wurde als einziger Herr auf Potštát „Betrich der Jüngere“ genannt. Um 1590 wurde Bernhard Potstasky, der Sohn von Betrich dem Jüngeren, Herr auf Potštát. In dieser Zeit wurde Tobias Janka (ca. 1589–1652) in Potštát geboren. Er war der Stammvater einer 230 Jahre währenden Potštáter Schuhmacher-Dynastie (von ca. 1590 bis ca. 1820). 1613 stiftete Bernhard Potstasky der Stadt ein Armenhaus. 1615 befreite Johann Stiasny Potstasky, der Sohn von Bernhard, 33 Potštáter Bürger von der Verbindlichkeit, herrschaftlichen Wein abzunehmen.

### Dreißigjähriger Krieg
Im Dreißigjährigen Krieg verlor Johann Stiasny Potstasky die Potštáter Güter, weil er an dem Aufstand der mährischen Stände gegen den 1619 zum Kaiser gekrönten Ferdinand II. beteiligt war. Er starb 1621. Obwohl Potštát von den Truppen des dänischen Heerführers Mansfeld mehrfach ausgeraubt wurde, blieb es kaisertreu und erhielt 1629–1630 seine Privilegien bestätigt. 1634 erhielt Markgräfin Charlotte von Österreich (* 1591; † 12. Januar 1662), auch Doña Carolina d’ Austria oder Fürstin von Chontecroy genannt, die illegitime Tochter von Rudolf II. und Witwe des Grafen Franz Thomas Perrenot de Granvelle von Kaiser Ferdinand II. die Potštáter Güter. 1636 weihte der Suffraganbischof Friedrich Bresina von Stubrig die Pfarrkirche von Potštát.
1642 fielen die Schweden in Potštát und Umgebung ein; unter General Marteigne und Oberst Dörflin geschahen zahlreiche Gräueltaten an der Potštáter Bevölkerung. Auf der Flucht vor den Schweden starben viele Potštáter in den Wäldern vor Hunger und Kälte. Ein Jahr später leistete Potštát erbitterten Widerstand, so dass die Schweden unverrichteter Dinge abziehen mussten. Der Widerstand brach 1647 zusammen, als die Schweden erneut gegen Potštát zogen und die Stadt ohne Mühe einnahmen. Erst 1650 verließen die Schweden Nordmähren.
1651/52, nach dem Abzug der Schweden und drei Jahre nach dem Ende des Dreißigjährigen Krieges, herrschte in Potštát große Not. Viele Güter wurden billig abgegeben. Es kam zu einer Auswanderungswelle. Die Gönnerin der Stadt, Doña Carolina d’ Austria, starb 1662. Ihr Sohn, Eugene Leopold, starb bereits 1637 und hinterließ keine Erben. Aus diesem Grunde fielen die Potštáter Güter an die Krone Böhmen zurück.

### Walderode und Desfours-Walderode

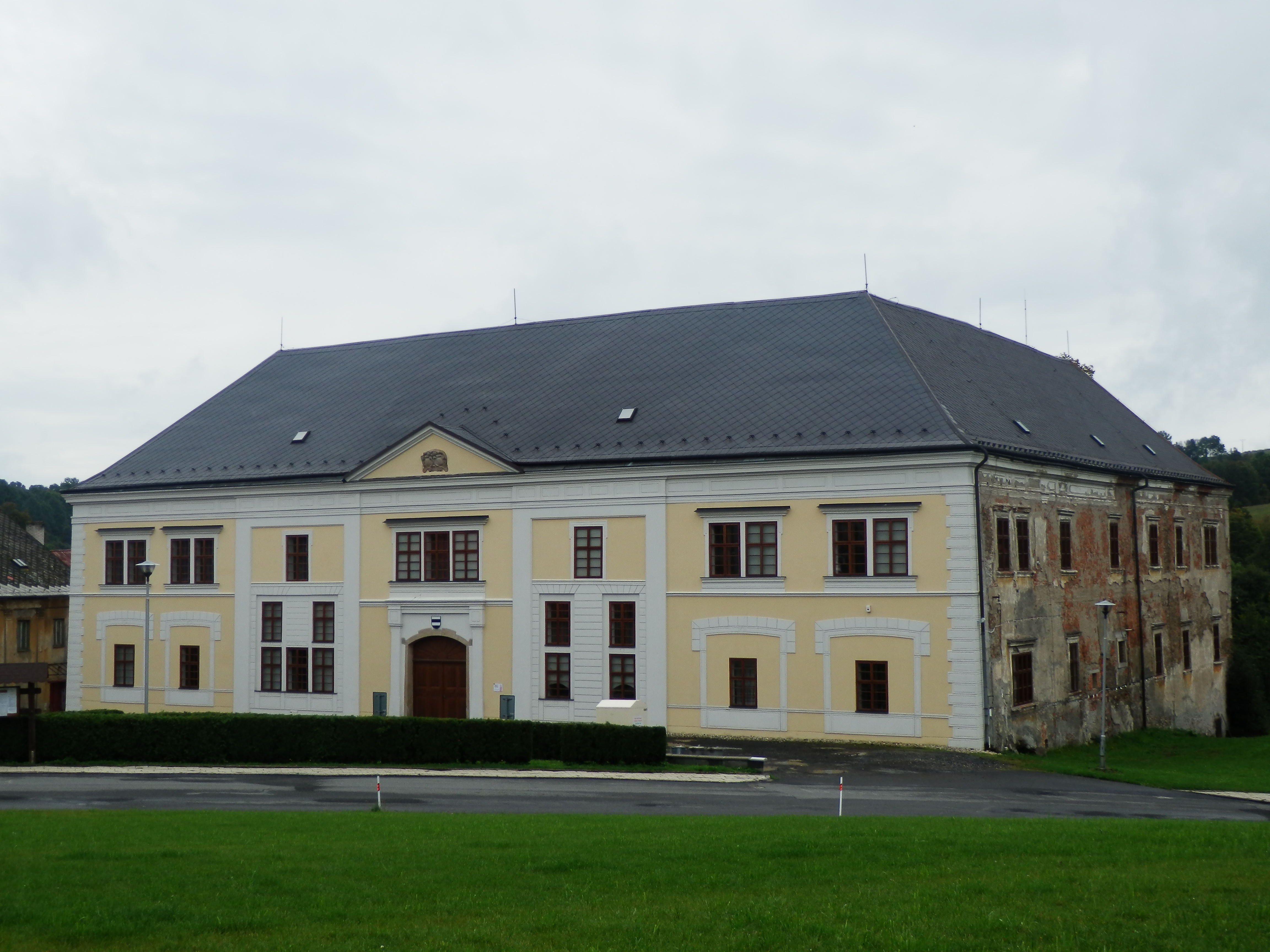
Schloss Potštát (Bodenstadt)

1663 verkaufte Kaiser Leopold I. die Potštáter Güter an den Reichshofrat Johann Freiherr von Walderode von Eckhausen (1593–1674). Die neue Herrschaft konnte nicht verhindern, dass die Einwohnerzahl bis 1670 noch weiter sank. In Potštát und Umgebung kam es zu zahlreichen Hexenprozessen. 1680 erholte sich die Stadt infolge neuer Robotverordnungen wieder. Der Handelsverkehr nahm zu und Potštát erhielt eine höhere Gerichtsbarkeit (ius cladi). 1670 hatte Freiherr von Walderode bestimmt, dass die Güter Bodenstadt und Liebenthal an die männlichen Nachfahren seines verstorbenen Sohnes Nikolaus Ferdinand vererbt wurden. Die Linie Nikolaus Ferdinand von Walderode erlosch 1746 und die Herrschaft Bodenstadt fiel an den aus einer anderen Linie stammenden Franz Graf von Walderode († 1797). Nach dessen Tode erbte seine einzige noch lebende Tochter Johanna Maria von Walderode, verwitwete Gräfin von Renard, den Besitz. Ihr Erbe trat ihr Neffe Josef Graf von Desfours († 1839) an. Dieser war ein Sohn von Franz Wenzel Graf von Desfours († 1810) und der Gräfin Antonie Walderode von Eckhausen († 1776). Er fügte seinem Namen den seiner Mutter bei und nannte sich fortan Desfours-Walderode. Nach seinem Tod kam der Besitz an seinen einzigen Sohn Franz Vinzenz Adam Graf von Desfours-Walderode (1806–1869) und als Franz Adam starb an dessen zweitgeborenen Sohn Arthur Maximilian Graf von Desfours-Walderode (1852–1917). Letztgenannter starb 1917 und hinterließ die Fideikommiss-Herrschaft Bodenstadt seinem einzigen Sohn Sigismund (1882–1936). Als erkinderlos starb, fiel die Herrschaft an Graf Kuno von Desfours-Walderode. Das Reichsgrafengeschlecht blieb bis zur Vertreibung 1946 in Bodenstadt.
1866 schleppten preußische Truppen die Cholera nach Bodenstadt ein, was zum Tod von über 30 Menschen führte. Zwischen 1938 und 1945 gehörte Bodenstadt zum Landkreis Bärn.

### Demographie
Potštát (ohne Fünfzighuben) von 1741 bis 2006:
| Jahr | Einwohner |
| ---- | --------- |
| 1741 | 682       |
| 1742 | 675       |
| 1743 | 674       |
| 1750 | 666       |
| 1751 | 650       |
| 1758 | 833       |
| 1762 | 865       |
| 1763 | 862       |
| 1764 | 884       |
| 1766 | 891       |
| 1767 | 903       |
| 1768 | 1.020     |
| 1787 | 955       |
| 1789 | 851       |

| Jahr | Einwohner | Anmerkungen        |
| ---- | --------- | ------------------ |
| 1792 | 920       |                    |
| 1869 | 1.560     |                    |
| 1880 | 1.454     |                    |
| 1890 | 1.554     |                    |
| 1900 | 1.518     | deutsche Einwohner |
| 1901 | 1.526     |                    |
| 1902 | 1.516     |                    |
| 1910 | 1.350     |                    |
| 1921 | 1.219     |                    |
| 1930 | 1.224     | [ 5 ]              |
| 1939 | 1.246     | [ 5 ]              |
| 1980 | 854       | [ 3 ]              |
| 2006 | 1.214     |                    |

## Bürgermeister
Siehe Liste der Bürgermeister von Potštát

### Pfarrer
- 1395 Duchko (Duchek/Duchco/Dukus/Drichko)

Seit etwa 1429 Einflüsse der Hussiten-Bewegung
- 1484: Bartholomäus, vermutlich katholisch
- etwa 1500: Kaspar, vermutlich katholisch, flieht aus Bodenstadt

Seit etwa 1556: Die Herrschaft von Bodenstadt ist utraquistisch.

Seit etwa 1570: Bodenstadt wird sukzessive lutherisch
- etwa 1573: Georg Blasko/Jiri Blasko, lutherischer Pfarrherr in Bodenstadt, wird unterstützt durch Valentin Tadler, lutherischer Diakon zu Rudelzau
- etwa 1586: Christoph Jancke/Janka (* in Bodenstadt), lutherischer Pfarrer
- etwa 1598: Martin Jancke/Janka (* in Bodenstadt; † um 1603), lutherischer Pfarrer, auch nach Liebenthal berufen, vermutlich Bruder von Christoph Jancke

Seit etwa 1625: Gegenreformation, Vertreibung der lutherischen Pfarrer
- 1628–1641: Kaspar Kreß (* in Westfalen; † 1641), 1. katholischer Pfarrer nach der Gegenreformation
- 1641–1657: Abraham Kreß (* in Westfalen; † 1657), Bruder von Kaspar Kreß
- 1657–1669: Balthasar Salzmann vom Kloster der Augustiner-Chorherren
- 1669–1686: Andreas Barbarety († 1686), Name schlecht lesbar (bei Wolny: Barwanetz), Pfarrer aus Gaisdorf (bei Wolny: Gundersdorf)
- 1669: Georg Unzeitig, Kurat aus Kunzendorf
- 1686–1704: Johann Georg/Ignaz Pohl (* in Fünfzighuben; † 1704), vor 1686 Pfarrer zu Bärn
- 1704–1709: Matthäus Bayer (* in Neu-Titschein)
- 1710–1725: Johann Franz Knauer (* in Zwittau; † 1725)
- 1725–1731: Markus Josef Thorberger
- 1731–1766: Johann Sottpla (* in Tirol; † 1766)
- 1766–1786: Adalbert Moßler († 1786)
- 1787–1805: Franz Xaver Bergmann (* 1757 in Olmütz; † 1805)
- 1806–1816: Johann Paul König (* in Bodenstadt; † 1816)
- 1816–1821: Fabian Malata (* in Rirklowitz; † 1821)
- 1821–1830: Florian Wawrecka († 1830)
- 1831–1846: Franz Gröger (* 1772 in Bautsch; † 1846)
- 1846–1854: Johann Zohner (* in Girsik)
- 1855–: Franz Klohs (* 1784)
- 1866: Kooperatoren: Franz Jilke, Johann Hilke
- 1924: Johann Mastalirsch (Pfarrer), Thomas Klepek (Kaplan)

Seit 1979 besitzt Bodenstadt keine eigene Pfarrverwaltung mehr, sondern wird mit sechs anderen Gemeinden (Drahotusch, Bodenstadt, Barthelsdorf, Jesernik, Lauczka und Podhorn) verwaltet.

### Feuersbrünste
- 1690: Ein Stadtbrand in ganz Bodenstadt richtet großen Schaden an.
- 1787: Über 130 Häuser verbrannt. Bei dem Brand wird eine Chronik Bodenstadts, die aus dem Jahre 1285 stammt, vernichtet.
- 1790: 118 Häuser inkl. Rathaus und Pfarrhaus verbrannt.
- 1813: 88 Häuser inkl. Schulhaus und Pfarrhaus verbrannt.
- 1832: 18 Häuser samt Kirche, Pfarrhaus und Schule verbrannt.
- 1852: Ein Stadtbrand in ganz Bodenstadt richtet großen Schaden an.
- 1860: Wieder ein Stadtbrand
- 1866: 101 Häuser, 2 Kirchen und 13 Scheunen verbrennen zu Asche. 11 Menschen sterben.

## Stadtgliederung
Zu Potštát gehören die Ortsteile Boškov (Poschkau), Kovářov (Schmiedsau), Kyžlířov (Gaisdorf) und Lipná (Lindenau) sowie die Ortslagen Hilbrovice (Hilpersdorf), Kouty (Winkelsdorf), Michalovka (Michelsbrunn) und Padesát Lánů (Fünfzighuben).

## Persönlichkeiten

### Ehrenbürger
- 1892: Arthur Graf von Desfours-Walderode (1852–1917)
- 1886: Alois Jung, Oberlehrer, Bezirksschulinspektor
- Jos. Klein († 1926 in Mährisch Weißkirchen)
- Dr. med. Johann Baptist Teich

### Söhne und Töchter der Stadt
- Eduard Chmelarz (* 21. März 1847 in Bodenstadt; † 12. Dezember 1900 in Wien), Kunsthistoriker, studierte an der Universität Wien, 1869 bis 1871 Mitglied des Instituts für österreichische Geschichtsforschung in Wien, 1871 Beamter an der Albertina, 1875 bis 1885 Custos und Bibliothekar am Österreichischen Museum für Kunst und Industrie, Redakteur der „Mittheilungen des Österreichischen Museums für Kunst und Industrie“, Vizedirektor der kaiserlich-königlichen Hofbibliothek (1887) und Vorstand des Kupferstichkabinetts.
- Gerti Egg, auch Egg-Teich, (* 22. Mai 1898 in Bodenstadt), schweizerische Schriftstellerin
- Ernst Hampel, (* 18. August 1885 in Bodenstadt; † 23. Januar 1964 in Oberfellabrunn), Bürgerschullehrer, Politiker, Abgeordneter zum Nationalrat (1920–1934), 1914 Promotion, Mitglied des Reichsvollzugsausschusses der Großdeutschen Volkspartei, Präsident des Deutschen Handels- und Gewerbebundes für Wien, Niederösterreich und Burgenland, Vorsitzender des Parlamentsklub des Nationalen Wirtschaftsblocks, Vorsitzender des Gesamtsklubs der Großdeutschen Abgeordneten, Parteibeauftragter und kommissarischer Leiter des niederösterreichischen Landesgewerbeverbandes, Gauführerstellvertreter im Handels- und Gewerbering (1938), SA-Führer, Gaupropagandist im Kreis Hollabrunn

## Sehenswürdigkeiten
- Ruine der Burg Puchart, 6 km südwestlich bei Boňkov
- Renaissanceschloss Potštát
- Uhrturm mit Uhr aus dem Jahre 1910, Hersteller: Turmuhren-Bauanstalt Franz X. Beitel, Bärn
- Pestsäule (1713)
- Kreuzgruppe, bestehend aus den drei Figuren (Hl. Johannes von Nepomuk, Hl. Sarkander und gekreuzigter Heiland)
- Sankt Florian-Statue (1765)